# Zog nit keynmol

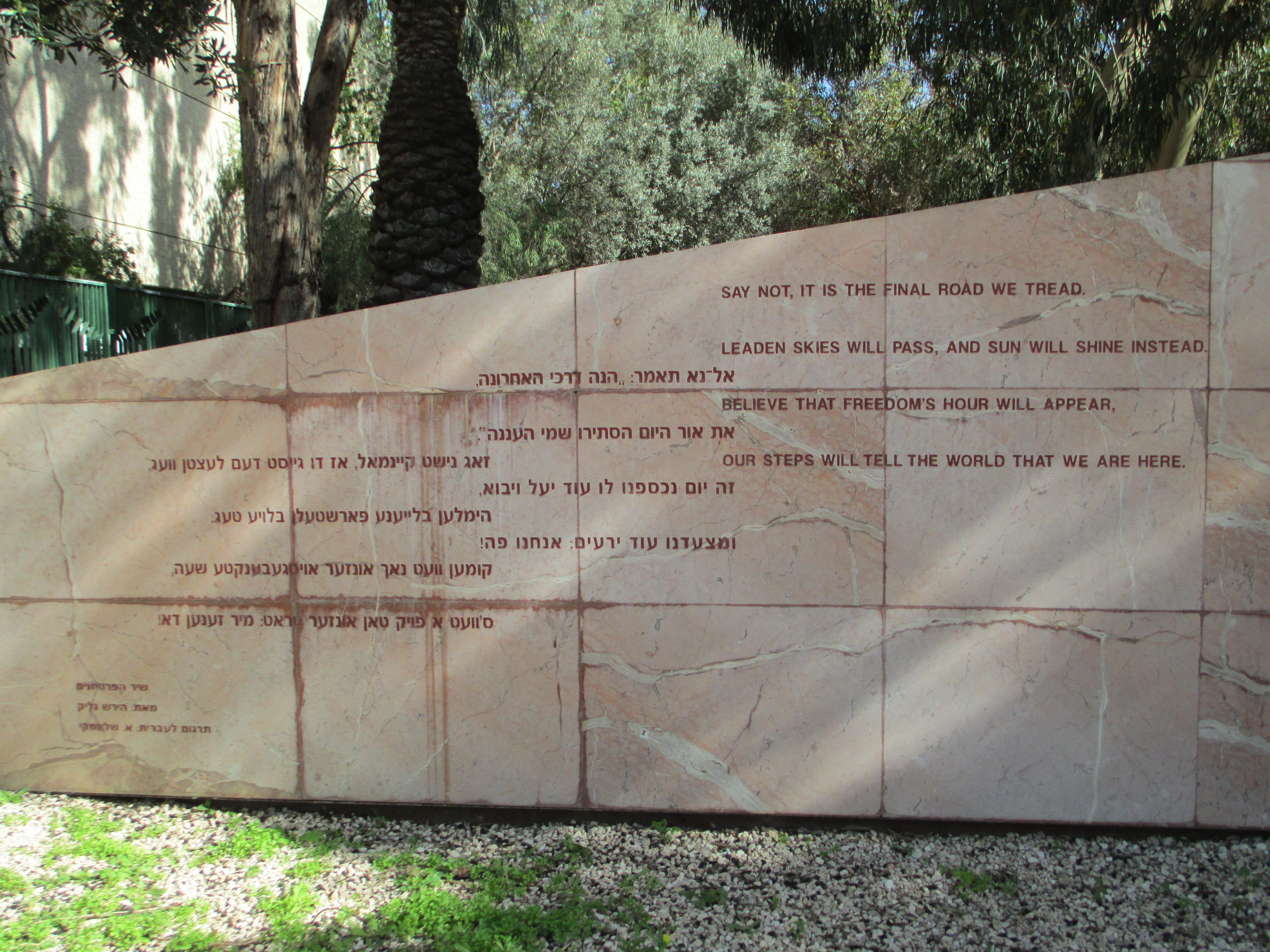
Partisanenhymne Zog nisht keynmol in Givʿatajim, Israel. Von links nach rechts: Jiddische Originalversion – Hebräisch – Englisch

Zog nit keyn mol oder Zog nisht keynmol, anders transkribiert Sog nit kejn mol oder Sog nischt kejnmol, jiddisch geschrieben  זאָג ניט קיין מאָל  oder  זאָג נישט קיינמאָל , ist ein jiddisches Kampflied, dessen Text von Hirsch Glik im Zweiten Weltkrieg auf die Melodie eines russischen Marsches von Dmitri Jakowlewitsch Pokrass gedichtet wurde und das bei der jüdischen Vereinigten Partisanenorganisation (FPO) die Rolle einer Hymne im Kampf gegen die Streitkräfte der deutschen Besatzer in Litauen übernahm. Heute gilt es neben der HaTikwa als das wichtigste neuzeitliche Lied des Judentums.

## Geschichte
Das Lied geht auf den Vilniusser Dichter Hirsch Glik zurück. Die Stadt Vilnius (jiddisch Vilne) hatte vor der Shoah eine zu rund 40 % jüdische, jiddischsprachige Bevölkerung, die nach dem Einmarsch der Wehrmacht 1941 im Vilniusser Ghetto zusammengetrieben wurde. Als im April 1943 die Nationalsozialisten verstärkt Juden aus Vilnius abtransportierten, tauchte Hirsch Glik unter und ging zu den Partisanen. Hirsch Glik schrieb den Text des Liedes Sog nit kejnmol Ende April 1943 unter dem Eindruck des Aufstandes im Warschauer Ghetto zur Melodie des russischen Marsches „Tereks Kosaken-Marschlied“ (Терская походная), der von Dmitri Jakowlewitsch Pokrass und seinem Bruder Daniel Jakowlewitsch Pokrass für den 1937 erschienenen sowjetischen Film „Ich, ein Sohn des arbeitendes Volkes“ (Я, сын трудового народа, nach dem gleichnamigen Roman von Walentin Petrowitsch Katajew) komponiert worden war. Schnell wurde das Lied zur Hymne der jüdischen Partisanen der Fareinikte Partisaner Organisatzije (FPO). Hirsch Glik fiel jedoch im Kampf gegen die deutschen Streitkräfte.
Nach dem Zweiten Weltkrieg wurde das Lied Zog nit keynmol regelmäßig bei Veranstaltungen von Überlebenden aus dem Vilniusser Ghetto gesungen, wo es eine zentrale Rolle spielt. Es fand aber weit über die aus Vilnius stammenden Juden hinaus Verbreitung, wurde in über 20 Sprachen übersetzt und gilt heute neben der HaTikwa als das wichtigste neuzeitliche Lied des Judentums.
Im deutschsprachigen Raum wurde das Lied durch das deutsche Folklore-Duo Zupfgeigenhansel bekannt, welches das Lied in sein Repertoire aufnahm und 1979 auf der LP Jiddische Lieder – ’ch hob gehert sogn herausbrachte. Bereits 1977 war es allerdings auf der LP Jiddisch von der Gruppe Espe erschienen. Später wurde das Lied auch von anderen deutschen Musikgruppen interpretiert, so etwa von den Toten Hosen im Jahre 2015.

## Text
Das Lied umfasst fünf Strophen mit jeweils vier Versen:
| 1. Zog nit keyn mol, az du geyst dem letstn veg, khotsh hímlen bláyene farshtéln bloye teg. Kúmen vet nokh úndzer óysgebenkte sho, s'vet a poyk ton úndzer trot: mir záynen do!         | 1. זאָג ניט קיין מאָל, אַז דו גייסט דעם לעצטן וועג, כאָטש הימלען בלײַענע פֿאַרשטעלן בלויע טעג. קומען וועט נאָך אונדזער אויסגעבענקטע שעה – ס׳וועט אַ פּויק טאָן אונדזער טראָט: מיר זײַנען דאָ!               | 1. Sag niemals, dass du den letzten Weg gehst, auch wenn bleierne Himmel die blauen Tage verdecken. Unsere lang ersehnte Stunde wird noch kommen, unser Tritt wird dröhnen: Wir sind da!                              |  |
| 2. Fun grínem pálmenland biz váysn land fun shney, mir kúmen on mit úndzer payn, mit úndzer vey, un vu gefáln iz a shprits fun úndzer blut, shprótsn vet dort úndzer gvúre, úndzer mut! | 2. פֿון גרינעם פּאַלמענלאַנד ביז ווײַסן לאַנד פֿון שניי, מיר קומען אָן מיט אונדזער פּײַן, מיט אונדזער וויי, און וווּ געפֿאַלן ס׳איז אַ שפּריץ פֿון אונדזער בלוט, שפּראָצן וועט דאָרט אונדזער גבֿורה, אונדזער מוט! | 2. Vom grünen Palmenland bis zum weißen Land mit Schnee kommen wir mit unserer Pein, mit unserem Weh, und wo gefallen ist ein Spritzer von unserem Blut, da wird sprießen unser Heldentum und unser Mut!              |  |
| 3. S'vet di mórgnzun bagíldn undz dem haynt, un der nekhtn vet farshvíndn mit dem faynt, nor oyb farzámen vet di zun in der kayór – vi a paról zol geyn dos lid fun dor tsu dor.        | 3. ס׳וועט די מאָרגנזון באַגילדן אונדז דעם הײַנט, און דער נעכטן וועט פֿאַרשווינדן מיט דעם פֿײַנט, נאָר אויב פֿאַרזאַמען וועט די זון אין דעם קאַיאָר – ווי אַ פּאַראָל זאָל גיין דאָס ליד פֿון דור צו דור.          | 3. Es wird die Morgensonne uns den Tag vergolden, und die Nacht wird verschwinden mit dem Feind. Doch wenn die Sonne noch am Horizont verbleibt, soll dieses Lied wie eine Parole von Generation zu Generation gehen. |  |
| 4. Dos lid geshríbn iz mit blut, un nit mit blay, s'iz nit keyn lidl fun a foygl oyf der fray, dos hot a folk tsvishn fálndike vent dos lid gezúngen mit nagánes in di hent.            | 4. דאָס ליד געשריבן איז מיט בלוט, און ניט מיט בלײַ, ס׳איז ניט קיין לידל פֿון אַ פֿויגל אויף דער פֿרײַ, דאָס האָט אַ פֿאָלק צווישן פֿאַלנדיקע ווענט דאָס ליד געזונגען מיט נאַגאַנעס אין די הענט.                | 4. Das Lied ist mit Blut und nicht mit Blei geschrieben, Es ist kein Liedchen von einem Vogel in Freiheit, es hat ein Volk inmitten einstürzender Wände das Lied gesungen mit Nagans in den Händen.                   |  |
| 5. To zog nit keyn mol, az du geyst dem letstn veg, khotsh hímlen bláyene farshtéln bloye teg. Kúmen vet nokh úndzer óysgebenkte sho, es vet a poyk ton úndzer trot: mir záynen do!     | 5. טאָ זאָג ניט קיין מאָל, אַז דו גייסט דעם לעצטן וועג, כאָטש הימלען בלײַענע פֿאַרשטעלן בלויע טעג. קומען וועט נאָך אונדזער אויסגעבענקטע שעה – ס׳וועט אַ פּויק טאָן אונדזער טראָט: מיר זײַנען דאָ!            | 5. So sag niemals, dass du den letzten Weg gehst, auch wenn bleierne Himmel die blauen Tage verdecken. Unsere lang ersehnte Stunde wird noch kommen, unser Tritt wird dröhnen: Wir sind da!                           |  |

Es existieren auch regional andere Varianten (auch auf Grund anderer Jiddisch-Dialekte), wie an dieser auch in Giv'ataym, Israel wiedergegebenen Version erkennbar ist:
| 1. Zog nisht kéynmol, az du geyst dem letstn veg, hímlen bláyene farshtéln bloye teg. Kúmen vet nokh únzer óysgebenkte sho, s'vet a poyk ton únzer trot: mir záynen do! | 1. זאָג נישט קייןמאָל, אַז דו גייסט דעם לעצטן וועג, הימלען בלײַענע פֿאַרשטעלן בלויע טעג. קומען וועט נאָך אונזער אויסגעבענקטע שעה, ס׳וועט אַ פּויק טאָן אונזער טראָט: מיר זענען דאָ! | 1. Sag niemals, dass du den letzten Weg gehst, wenn bleierne Himmel die blauen Tage verdecken. Unsere lang ersehnte Stunde wird noch kommen, unser Tritt wird dröhnen: Wir sind da! |